# Кологривов, Александр Михайлович
Алекса́ндр Миха́йлович Кологри́вов (1743 — 2 ноября 1794, Рязань) — полковник Русской императорской армии, действительный статский советник, в 1788—93 гг. — правитель Рязанского наместничества.

## Биография
Из дворянского рода Кологривовых. Службу начал при Елизавете Петровне. С 1756 года состоял унтер-офицером в гвардии, через восемь лет в 1764 году был произведён в прапорщики. В 1768 году — поручик Каргопольского карабинерного полка. Полк, в составе отряда генерал-майора Петра Никитича Кречетникова, принимал участие в подавлении Колиивщины, а затем — Барской конфедерации, уже под общим непосредственным командованием А. В. Суворова.
В 1771 году получает чин капитан-поручика. В этом же году Кологривову впервые доверяют поручение по внутреннему управлению — расследование дела о крестьянском бунте в Калужском уезде.
В 1773 году он сопровождает генерал-поручика Бибикова в Казань для выяснения обстоятельств сдачи города пугачёвцам. В этом же году получает звание полковника.
В 1775 году отправляется в Тулу вместе с Михаил Никитичем Кречетниковым для участия в комиссии Екатерины II по улучшения деятельности Тульского оружейного завода. В 1776 году вместе с Кречетниковым открывал Калужское наместничество, в 1777 — Тульское, а в 1778 году — Рязанское, которым ему и предстояло в будущем руководить. В 1781 году, в бытность Кологривова в Касимовском уезде были найдены фальшивые ассигнации — один из первых случев такого рода в России.

#### Кологривов в Рязани
В июне 1782 года был произведён в статские советники и назначен рязанским вице-губернатором, где служил под началом губернатора Волкова. После назначения последнего генерал-губернатором Пермского и Тобольского наместничества 22 сентября 1788 года Кологривов был переведен на должность рязанского наместника.
В Рязанской губернии Александр Михайлович значительное внимание уделял строительству правительственных зданий и размещения в них губернских учреждений. При нём в 1789 году завершилось строительство каменных присутственных мест в Рязани, а 1794 году — в Пронске. В 1793 году в Касимове начинается строительство общественного дома.
2 сентября 1794 года губернатор вместе с рязанским архиепископом Симоном заложил здание новой соборной колокольни на месте каменной Глебовской башни рязанского кремля, возведение которой завершится только через пять десятилетий. В это же время на территории Архиерейского двора происходит реконструкция духовной консистории и гражданских построек.
При Кологривове наставником Рязанской духовной семинарии архимандритом Иеронимом на основе сохранившихся в духовной консистории документов в 1792—1793 годах составлен труд «Рязанские достопамятности».
Скончался Александр Михайлович 27 ноября 1794 года в Рязани. Отпевание проходило в Спасо-Преображенской церкви на Спасском Яру. (По записи в  метрической книге церкви Св.Св.муч. Ермолая, что на Козьем болоте Никитского сорока города Москвы,  умер 23 ноября 1794 года в Москве в возрасте 42 лет и погребён в Донском монастыре.)

## Семья
Кологривов был женат на Варваре Алексеевне (1750—19.04.1780) — дочери князя Козловского, обер-прокурора Синода. Жена умерла в 1780 году и была похоронена на кладбище Донского монастыря. По данным ЦИАМ Александр Михайлович похоронен рядом с супругой. Их захоронения не сохранились.
Их единственный сын, полковник Кавалергардского полка Пётр Александрович Кологривов (1770—1852), известен главным образом как второй муж княгини Прасковьи Юрьевны Гагариной (1762—1848), одной из колоритнейших светских дам своего времени.